# Cölner Hofbräu Früh

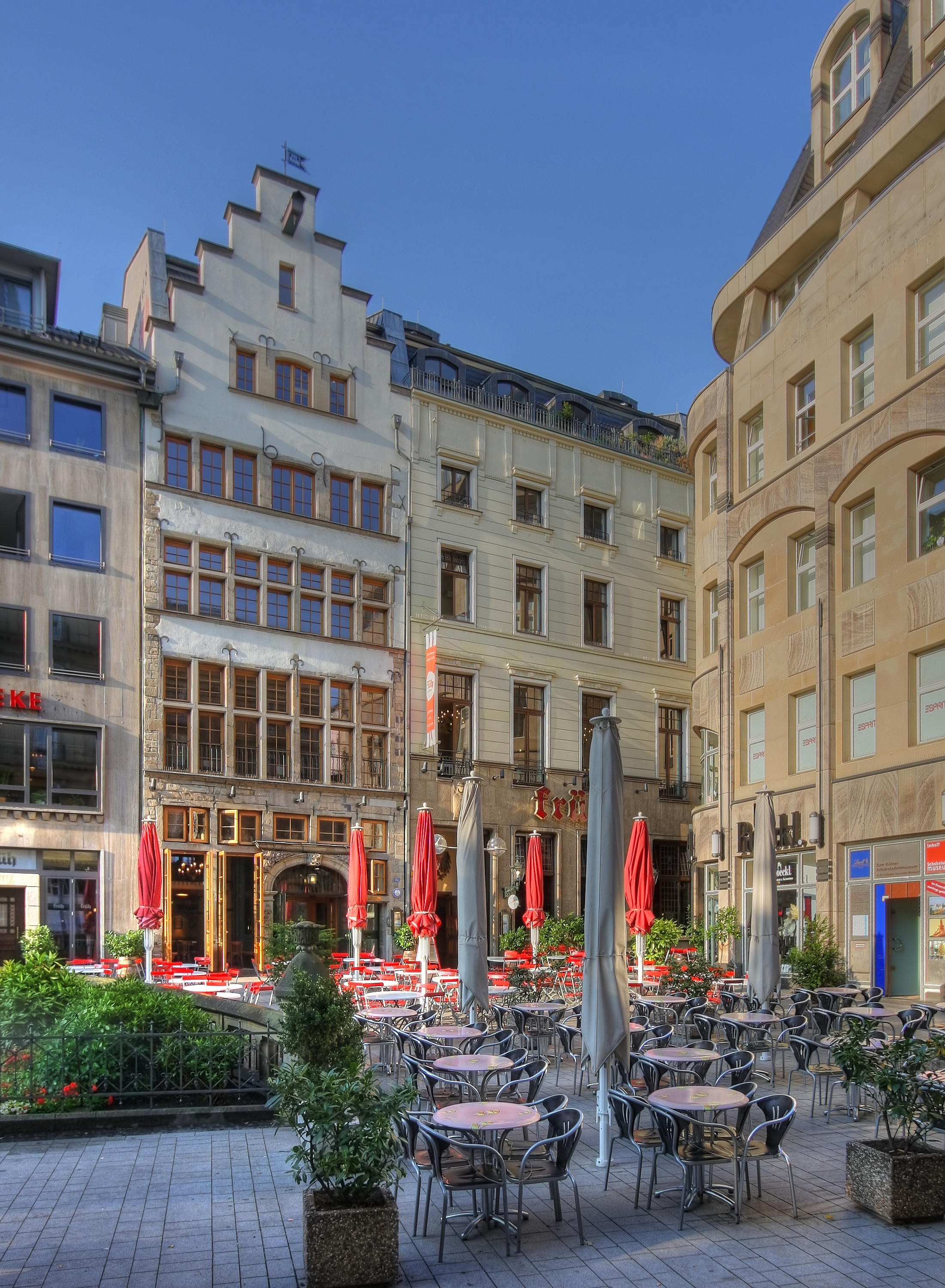
De voormalige Früh brouwerij Am Hof

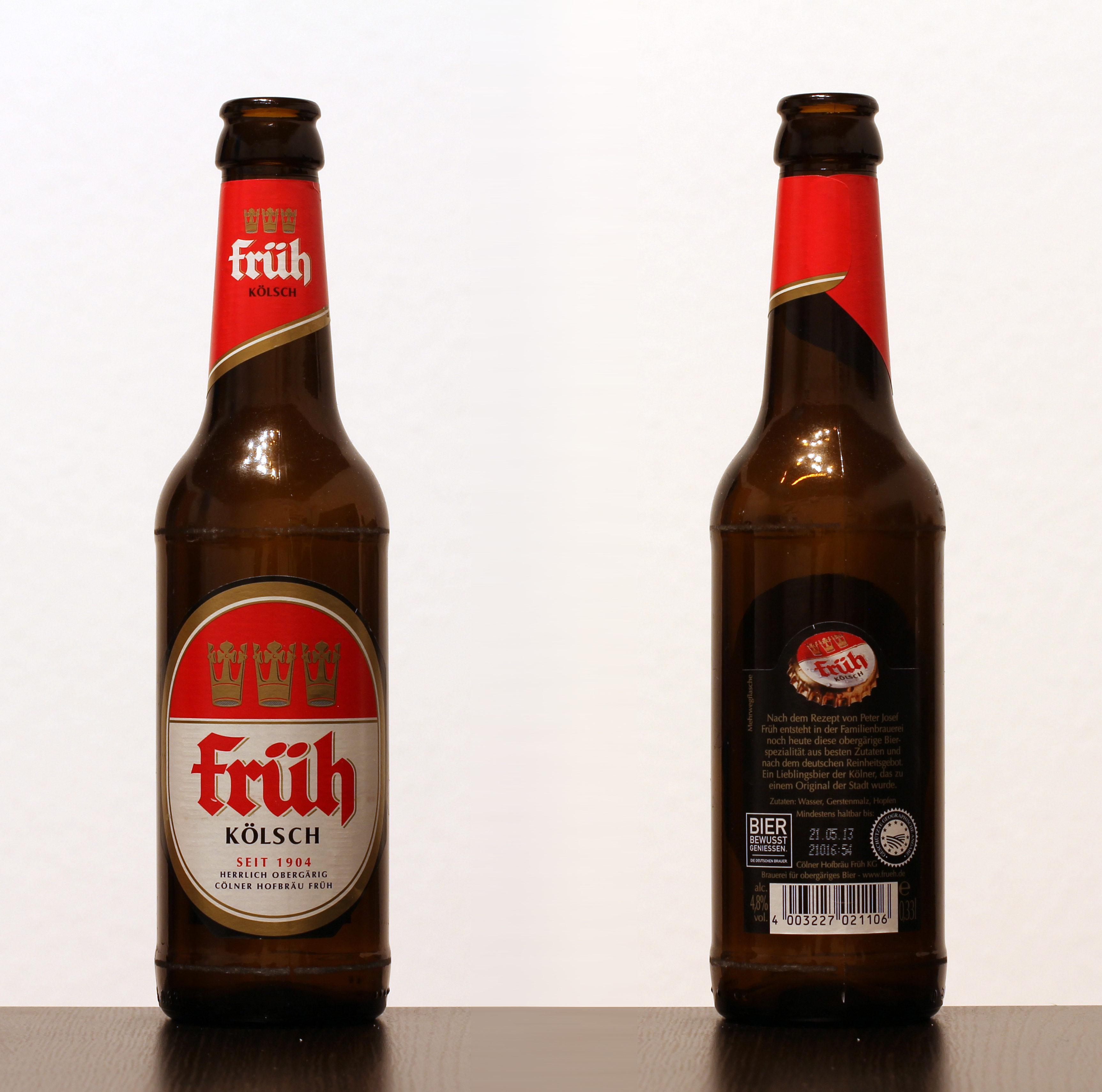
Früh Kolsch

Cölner Hofbräu Früh is een particuliere brouwerij voor bier van hoge gisting genaamd Kölsch. De brouwerij werd in 1904 in Keulen opgericht door Peter Joseph Früh.
Volgens het Britse boulevardblad The Sun is Früh Kölsch 'het beste Kölsch'. Dagblad The Independent rangschikte het onder de best smakende bieren van Duitsland.